# Patata palla
La patata palla o patates pay és un tipus de patata fregida. Aquest tipus de patata es denomina així per ser el tall de la patata en juliana que després de la fregida arriba a ser semblant a les palles del blat. Aquest tipus de preparació s'empra fonamentalment en la decoració d'alguns plats tradicionals com pot ser el bacalhau à brás (bacalhau dourado) de la cuina portuguesa.

## Característiques
Aquest tipus de patata es talla en juliana (tallades amb una mandolina) i es renta a fi de llevar-ne la fècula. Se sol fregir en oli d'oliva bullent, i després de la fregida la seva forma final recorda la de palla. La seva forma fa que se serveixi la majoria de les vegades com a acompanyament d'altres plats, generalment de carn o peix.